# Plecotus strelkovi
Plecotus strelkovi — вид рукокрилих ссавців з родини лиликових.

## Таксономічна примітка
Таксон нещодавно описаний.

## Морфологічна характеристика
Це малий кажан, з довжиною голови і тулуба 49.5 мм, довжиною передпліччя від 39.6 до 44.9 мм, довжиною хвоста 51 мм, довжиною вух 40 мм і вагою до 9.5 г. Хутро довге, скуйовджене. Спинні частини сіро-коричневі з білуватим волосяним комірцем, а черевні частини жовтувато-білі. Основа волосся всюди чорнувата. Морда конічна, темна. Вуха величезні, овальні, коричневі, на лобі з’єднані тонкою шкірною перетинкою. Козелок становить приблизно половину довжини вушної раковини, звужений і з тупим кінцем. Перетинки крил коричневі, напівпрозорі. Пальці густо вкриті буруватим волоссям і оснащені міцними світлими кігтями. Хвіст довгий і повністю входить у великий уропатій.

## Поширення
Країни проживання: Казахстан, Китай, Монголія, Таджикистан, Киргизстан, Афганістан, Іран?.

## Спосіб життя
Населяє гірські та лісостепові біотопи. Про його екологію більше нічого не відомо.